# Epískepsi
Epískepsi (Episkepsis, Episkepsi) är en ort i Grekland.   Den ligger i prefekturen Nomós Kerkýras och regionen Joniska öarna, i den västra delen av landet, 400 km nordväst om huvudstaden Aten. Epískepsi ligger 496 meter över havet och antalet invånare är 332. Den ligger på ön Korfu.
Terrängen runt Epískepsi är varierad. Havet är nära Epískepsi norrut. Runt Epískepsi är det ganska tätbefolkat, med 90 invånare per kvadratkilometer. Närmaste större samhälle är Korfu, 17,8 km sydost om Epískepsi. I omgivningarna runt Epískepsi växer i huvudsak blandskog.